# Stazione di Serravalle Pistoiese
Stazione di Serravalle Pistoiese vasútállomás Olaszországban, Serravalle Pistoiese településen.

## Vasútvonalak
Az állomást az alábbi vasútvonalak érintik:

## Kapcsolódó állomások
A vasútállomáshoz az alábbi állomások vannak a legközelebb:
- Stazione di Pistoia
- Stazione di Montecatini Terme-Monsummano